# Planograma

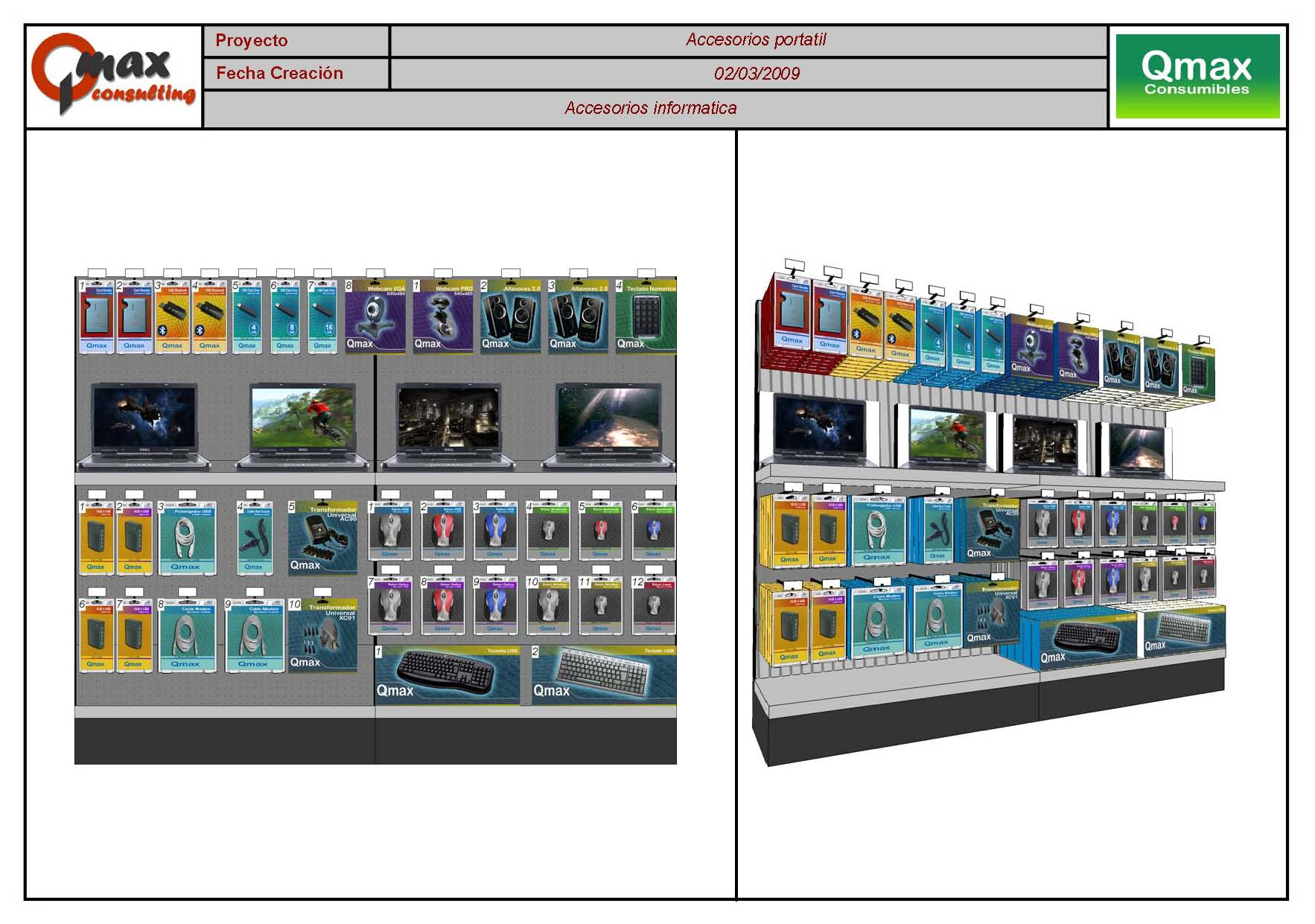
Ejemplo de planograma.

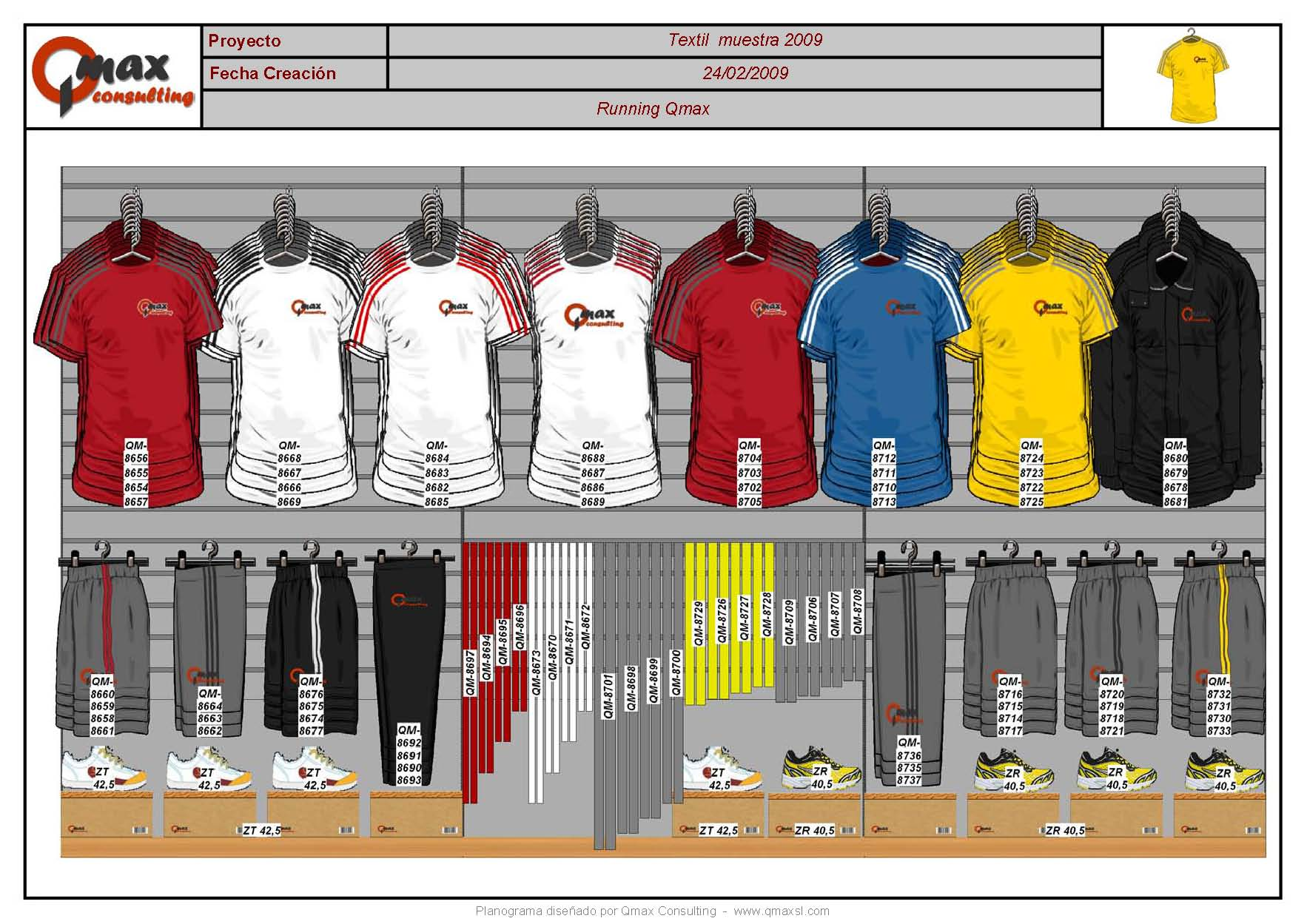
Ejemplo de planograma textil.

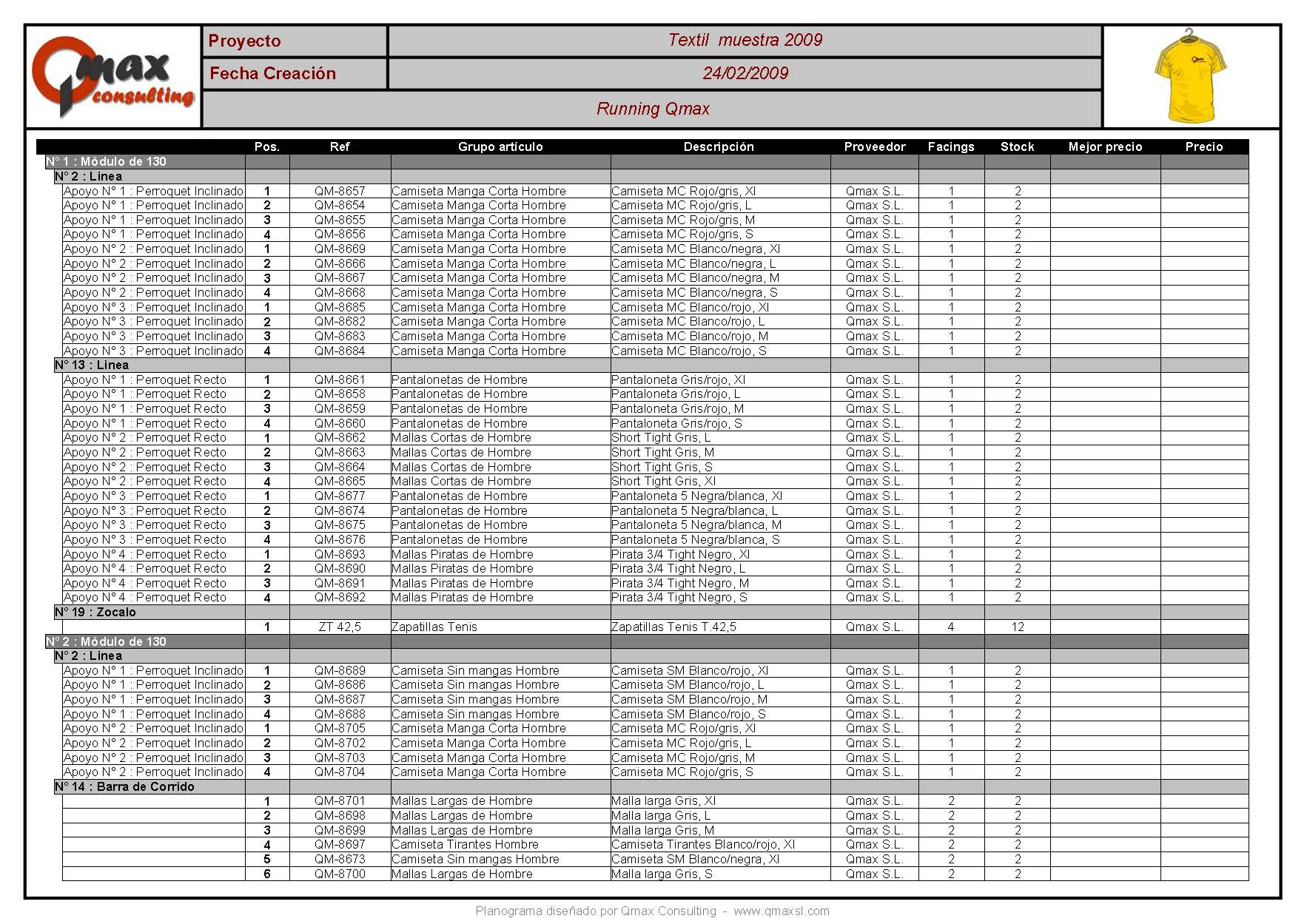
Tabla datos de planograma textil.

Un planograma es la representación gráfica del acomodo de mercancías o productos en un área específica de un establecimiento comercial que puede ser una góndola, un expositor o un espacio seleccionado.
Este acomodo puede referirse a categorías o familias de productos, a lanzamiento de productos, a temporalidades, a distribución sobre la base de precio o marca, siempre buscando una rentabilidad de espacio.
Los planogramas son una herramienta de gestión básica para los Trade Marketing de las empresas. Tienen como característica principal el poder hacer rápida y cómodamente diversas versiones y pruebas de cómo colocar determinados artículos en un lineal. Así, se puede saber de antemano los facings, las capacidades / stocks, la posición exacta de los artículos, el material técnico utilizado, etc., de esa implantación. 
Todo ello y siempre teniendo en cuenta, las estrategias comerciales, habiendo definido previamente las categorías o familias de productos.
También es básico el posterior análisis y revisión de los planogramas existentes cargándoles datos de ventas, rotaciones de los artículos u otras variables para ver rentabilidades y decidir los cambios pertinentes a realizar.
Teniendo en cuenta todas estas variables, un producto o mercancía puede ubicarse en lugares específicos para impulsar sus ventas o destacar una oferta o lanzamiento. Existen programas para computadora especializados en el desarrollo de planogramas.